# AMD-Radeon-RX-7000-Serie

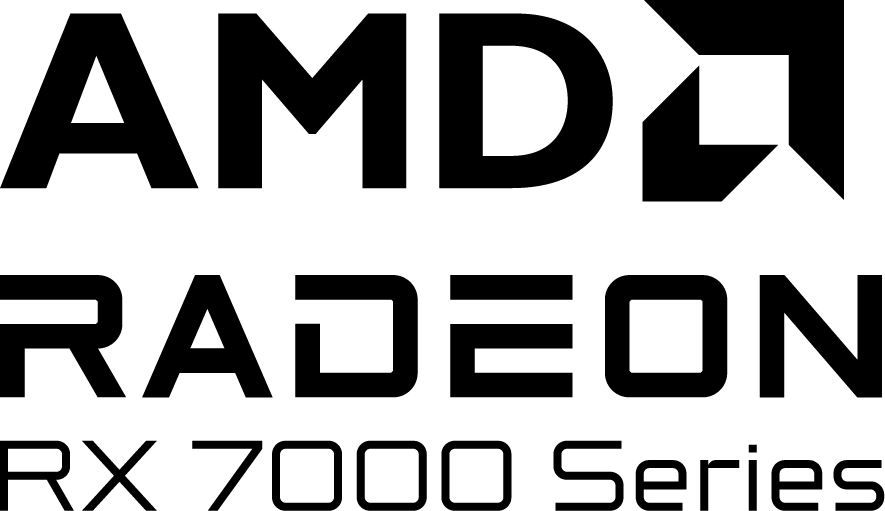
Logo der AMD-Radeon-RX-7000-Serie

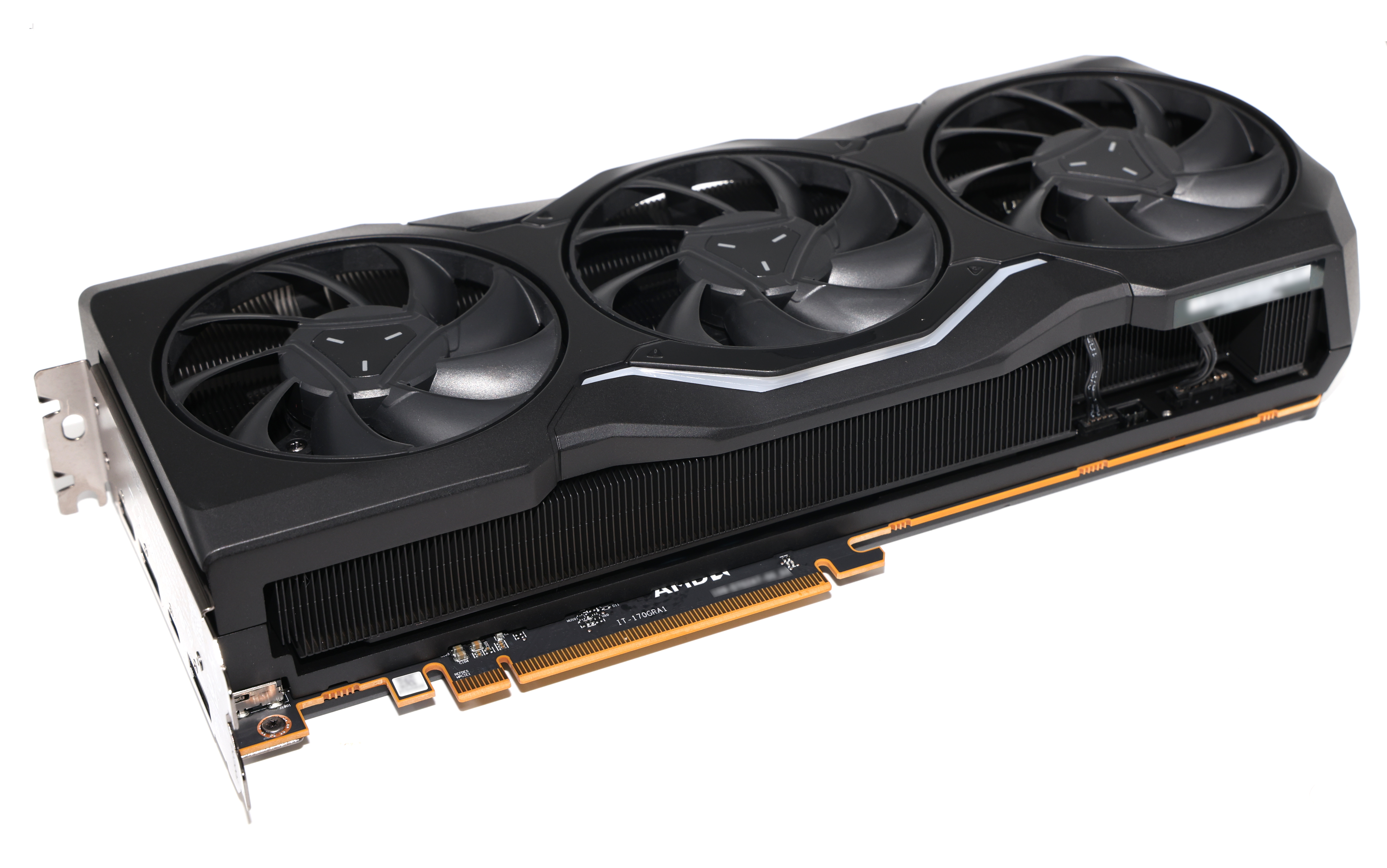
Das Flaggschiffmodell der Serie, die AMD Radeon RX 7900 XTX (hier von Sapphire im Referenzdesign)

Die Radeon RX 7000 Serie ist eine Serie von Grafikkarten der Firma AMD und Nachfolgegeneration der Radeon-RX-6000-Serie. Die Serie wurde am 3. November 2022 offiziell vorgestellt und verwendet erstmals die RDNA3-Architektur. Die Nachfolgerreihe der Radeon RX 9000 Serie wurde am 6. Januar 2025 auf der CES vorgestellt.

## Technik
Eine wesentliche Erneuerung ist der Fertigungssprung von monolithischen 7 nm bei Navi 21 auf gemischte Chiplet-Technik von 5 nm bei dem GCD (Graphic Core Die) und 6 nm bei dem MCD (Memory Core Die) bei Navi 31. Der Navi 31 GCD hat eine Größe von 300 mm² in TSMC N5 und ist mit sechs MCD in TSMC N6 von jeweils 36,6 mm² verbunden. Insgesamt hat der Chip eine Gesamtgröße von 520 mm² und kommt mit einer Speicherausstattung von 20 GiB bzw. 24 GiB VRAM und 320- bzw. 384-Bit-Speicherinterface. Die maximale Rechenleistung gibt AMD bei einfacher Genauigkeit FP32 mit 61 TFLOPs und bei halber Genauigkeit FP16 mit 123 TFLOPs an.
Die Transistorendichte beträgt pro forma 111 Millionen pro mm² und wurde somit gegenüber Navi 21 um 115 % erhöht. Navi 31, auch „Plum Bonito“ genannt, hat eine Gesamtzahl von 57,7 Milliarden Transistoren, wovon 45,4 Milliarden auf den GCD entfallen und 2,05 Milliarden auf jeden MCD. Das ist eine Steigerung von 115 % gegenüber der Vorgängergereration RDNA2.
Die Taktraten sind weiter ausdifferenziert mit den Shader (ALU) Takt von bis zu 2300 MHz und dem Front-End-Takt, also Command-Prozessor-Takt von bis zu 2500 MHz. Die Anzahl der Shader beträgt bei der AMD Radeon RX 7900 XTX 6144 (bzw. 12288 klassische Shader) und bei der beschnittenen Version N31 XT bzw. RX 7900 XT exakt 5376 (bzw. 10752) Shader. Die kleinere Version hat 20 GiB VRAM und ein Speicherinterface von 320 Bit.
AMD gibt auch eine deutliche Ausweitung der verfügbaren Bandbreite von 5,3 TB/s an und hat damit das weltweit schnellste Interconnect mit 2304 B/clk bei 2,3 GHz Takt. Der Vorgänger Navi 21 hat 1024 B/clk. Die Bandbreite zum GDDR6-Speicher beträgt mit sechs 20-Gbps-64-bit-GDDR6-Chips insgesamt 960 GB/s.
Das Grafikartenboard hat in der Standardausstattung ein 14-Layer-PCB und 20 effiziente Spannungsphasen.
In der Praxis beim Übertakten erreichen Karten von Partnern wie die Sapphire Radeon RX 7900 XTX Nitro+ einen maximalen Takt von 3548 MHz. Das ist Weltrekord für eine GPU und entspricht einer Erhöhung von 77 % gegenüber dem Vorgänger N21 XTX mit 2700 MHz. Dieser hohe Takt von 3,4 GHz bis 3,5 GHz kann nur in reinen Rechenaufgaben wie in Blender gehalten werden. In Spielen beträgt die Taktgrenze 3,0 GHz bei einer Leistungsaufnahme von 500 Watt.
Intern wurden eine Reihe von Erneuerungen eingeführt. Dazu gehören überarbeitete Compute Units, die nun erweiterte Matrixoperationen WMMA (Wave Matrix Multiply-Accumulate) beherrschen.
Auch die Farbpräzision wurde nun auf 12-bit-HDR-Farben pro Kanal erhöht, womit RDNA3 bis zu 68 Milliarden Farben darstellen kann. Darüber hinaus kann die RX-7900-Serie 8K-Auflösung mit 165 Hz und 4K-Auflösung mit 480 Hz ausgeben. RDNA3 beherrscht DisplayPort 2.1 (mit UHBR 13.5, die AMD Radeon Pro W7800/7900 auch UHBR 20) und HDMI 2.1a (mit 12 GHz) und hat damit den modernsten Displayausgang.
AMD kündigte mit Erscheinen von RDNA3 auch eine moderne Upscaling-Technologie FSR 3.0 mit „Fluid Motion Frames Technology“ an. Wie diese funktioniert und wie die Umsetzung ist, ist derzeit noch unbekannt. Die Framerate soll sich dadurch verdoppeln und auch die AI- bzw. KI-Einheiten auf RDNA3 verwenden. Veröffentlicht wurde FSR 3.0 gleichzeitig mit einer Überarbeitung von HYPR-RX am 29. September 2023. In HYPR-RX wurde die Fluid Motion Frames Technology integriert, womit man mit RX 6000- und 7000-Grafikkarten in jedem DirectX 11 und 12 Spiel mit der Upscaling-Technologie spielen kann.

## Datenübersicht

### Grafikprozessoren
| Grafik- chip | Fertigung    | Fertigung      | Fertigung   | Einheiten | Einheiten      | Einheiten      | Einheiten         | Einheiten             | Einheiten         | Infinity- Cache | API-Support | API-Support | API-Support | API-Support | Video- pro- zessor | Bus- Schnitt- stelle |
| Grafik- chip | Prozess      | Transis- toren | Die- Fläche | ROPs      | Unified-Shader | Unified-Shader | Textur- einheiten | Raytracing- einheiten | Tensor- einheiten | Infinity- Cache | DirectX     | OpenGL      | OpenCL      | Vulkan      | Video- pro- zessor | Bus- Schnitt- stelle |
| Grafik- chip | Prozess      | Transis- toren | Die- Fläche | ROPs      | CUs            | ALUs           | Textur- einheiten | Raytracing- einheiten | Tensor- einheiten | Infinity- Cache | DirectX     | OpenGL      | OpenCL      | Vulkan      | Video- pro- zessor | Bus- Schnitt- stelle |
| ------------ | ------------ | -------------- | ----------- | --------- | -------------- | -------------- | ----------------- | --------------------- | ----------------- | --------------- | ----------- | ----------- | ----------- | ----------- | ------------------ | -------------------- |
| Navi 31      | TSMC N5 / N6 | 57,7 Mrd.      | 529 mm²     | 192       | 96             | 6.144          | 384               | 96                    | 192               | 96 MiB          | 12.2        | 4.6         | 2.2         | 1.3         | VCN 4.0.0          | PCIe 4.0 ×16         |
| Navi 32      | TSMC N5 / N6 | 28,1 Mrd.      | 346 mm²     | 128       | 60             | 3.840          | 240               | 60                    | 120               | 64 MiB          | 12.2        | 4.6         | 2.2         | 1.3         | VCN 4.0.0          | PCIe 4.0 ×16         |
| Navi 33      | TSMC N6      | 13,3 Mrd.      | 204 mm²     | 064       | 32             | 2.048          | 128               | 32                    | 064               | 32 MiB          | 12.2        | 4.6         | 2.2         | 1.3         | VCN 4.0.4          | PCIe 4.0 ×8          |

### Desktop-Modelldaten
| Marke \| Modell | Marke \| Modell | Offizieller Launch | Grafikprozessor (GPU) | Grafikprozessor (GPU) | Grafikprozessor (GPU) | Grafikprozessor (GPU) | Grafikprozessor (GPU) | Grafikprozessor (GPU) | Grafikprozessor (GPU) | Grafikprozessor (GPU) | Grafikprozessor (GPU) | Grafikspeicher  | Grafikspeicher | Grafikspeicher      | Grafikspeicher              | Leistungsdaten          | Leistungsdaten          | Leistungsdaten | Leistungsdaten | Leistungsaufnahme | Leistungsaufnahme | Leistungsaufnahme |
| Marke \| Modell | Marke \| Modell | Offizieller Launch | Typ                   | Aktive Einheiten      | Aktive Einheiten      | Aktive Einheiten      | Aktive Einheiten      | Aktive Einheiten      | Aktive Einheiten      | Chiptakt              | Chiptakt              | Speicher- größe | Speicher- takt | Speicher- interface | Speicher- bandbreite (GB/s) | Rechenleistung (TFlops) | Rechenleistung (TFlops) | Füllrate       | Füllrate       | TBP               | Messwerte         | Messwerte         |
| Marke \| Modell | Marke \| Modell | Offizieller Launch | Typ                   | ROPs                  | CUs                   | ALUs                  | Textur- einheiten     | Raytracing- einheiten | Tensor- einheiten     | Basis (MHz)           | Boost (MHz)           | Speicher- größe | Speicher- takt | Speicher- interface | Speicher- bandbreite (GB/s) | 32 bit                  | 64 bit                  | Pixel (GP/s)   | Texel (GT/s)   | TBP               | Idle              | 3D- Last          |
| --------------- | --------------- | ------------------ | --------------------- | --------------------- | --------------------- | --------------------- | --------------------- | --------------------- | --------------------- | --------------------- | --------------------- | --------------- | -------------- | ------------------- | --------------------------- | ----------------------- | ----------------------- | -------------- | -------------- | ----------------- | ----------------- | ----------------- |
| Radeon RX       | 7600            | 25. Mai 2023       | Navi 33               | 064                   | 32                    | 2.048                 | 128                   | 32                    | 064                   | 1720                  | 2655                  | 08 GiB GDDR6    | 2250 MHz       | 128 Bit             | 288                         | 21,75                   | 0,68                    | 170            | 340            | 165 W             | 04 W              | 160 W             |
| Radeon RX       | 7650 GRE        | Feb. 2025          | Navi 33               | 064                   | 32                    | 2.048                 | 128                   | 32                    | 064                   | 1720                  | 2695                  | 08 GiB GDDR6    | 2250 MHz       | 128 Bit             | 288                         | 22,08                   | 0,69                    | 173            | 345            | 165 W             | k. A.             | k. A.             |
| Radeon RX       | 7600 XT         | 24. Jan. 2024      | Navi 33               | 064                   | 32                    | 2.048                 | 128                   | 32                    | 064                   | 1720                  | 2755                  | 16 GiB GDDR6    | 2250 MHz       | 128 Bit             | 288                         | 22,57                   | 0,70                    | 176            | 353            | 190 W             | 09 W              | 236 W             |
| Radeon RX       | 7700 XT         | 6. Sep. 2023       | Navi 32               | 096                   | 54                    | 3.456                 | 216                   | 54                    | 108                   | 1900                  | 2544                  | 12 GiB GDDR6    | 2250 MHz       | 192 Bit             | 432                         | 35,17                   | 1,10                    | 244            | 550            | 245 W             | 10 W              | 229 W             |
| Radeon RX       | 7800 XT         | 6. Sep. 2023       | Navi 32               | 096                   | 60                    | 3.840                 | 240                   | 60                    | 120                   | 1800                  | 2430                  | 16 GiB GDDR6    | 2438 MHz       | 256 Bit             | 621                         | 37,32                   | 1,17                    | 233            | 583            | 263 W             | 11 W              | 250 W             |
| Radeon RX       | 7900 GRE        | 27. Juli 2023      | Navi 31               | 192                   | 80                    | 5.120                 | 320                   | 80                    | 160                   | 1270                  | 2245                  | 16 GiB GDDR6    | 2250 MHz       | 256 Bit             | 576                         | 45,98                   | 2,87                    | 431            | 718            | 260 W             | 29 W              | 248 W             |
| Radeon RX       | 7900 XT         | 13. Dez. 2022      | Navi 31               | 192                   | 84                    | 5.376                 | 336                   | 84                    | 168                   | 1500                  | 2400                  | 20 GiB GDDR6    | 2500 MHz       | 320 Bit             | 800                         | 51,61                   | 3,23                    | 461            | 806            | 315 W             | 14 W              | 309 W             |
| Radeon RX       | 7900 XTX        | 13. Dez. 2022      | Navi 31               | 192                   | 96                    | 6.144                 | 384                   | 96                    | 192                   | 1900                  | 2500                  | 24 GiB GDDR6    | 2500 MHz       | 384 Bit             | 960                         | 61,44                   | 3,84                    | 480            | 960            | 355 W             | 16 W              | 351 W             |

### Notebook-Modelldaten
| Marke \| Modell | Marke \| Modell | Offizieller Launch | Grafikprozessor (GPU) | Grafikprozessor (GPU) | Grafikprozessor (GPU) | Grafikprozessor (GPU) | Grafikprozessor (GPU) | Grafikprozessor (GPU) | Grafikprozessor (GPU) | Grafikprozessor (GPU) | Grafikprozessor (GPU) | Grafikspeicher  | Grafikspeicher | Grafikspeicher      | Grafikspeicher              | Leistungsdaten          | Leistungsdaten          | Leistungsdaten | Leistungsdaten | Leistungs- aufnahme |
| Marke \| Modell | Marke \| Modell | Offizieller Launch | Typ                   | Aktive Einheiten      | Aktive Einheiten      | Aktive Einheiten      | Aktive Einheiten      | Aktive Einheiten      | Aktive Einheiten      | Chiptakt              | Chiptakt              | Speicher- größe | Speicher- takt | Speicher- interface | Speicher- bandbreite (GB/s) | Rechenleistung (TFlops) | Rechenleistung (TFlops) | Füllrate       | Füllrate       | Leistungs- aufnahme |
| Marke \| Modell | Marke \| Modell | Offizieller Launch | Typ                   | ROPs                  | CUs                   | ALUs                  | Textur- einheiten     | Raytracing- einheiten | Tensor- einheiten     | Basis (MHz)           | Boost (MHz)           | Speicher- größe | Speicher- takt | Speicher- interface | Speicher- bandbreite (GB/s) | 32 bit                  | 64 bit                  | Pixel (GP/s)   | Texel (GT/s)   | Leistungs- aufnahme |
| --------------- | --------------- | ------------------ | --------------------- | --------------------- | --------------------- | --------------------- | --------------------- | --------------------- | --------------------- | --------------------- | --------------------- | --------------- | -------------- | ------------------- | --------------------------- | ----------------------- | ----------------------- | -------------- | -------------- | ------------------- |
| Radeon RX       | 7600M           | 4. Jan. 2023       | Navi 33               | 064                   | 28                    | 1.792                 | 112                   | 28                    | 056                   | 1500                  | 2410                  | 08 GiB GDDR6    | 2000 MHz       | 128 Bit             | 256                         | 17,27                   | 0,54                    | 154            | 270            | 090 W               |
| Radeon RX       | 7600M XT        | 4. Jan. 2023       | Navi 33               | 064                   | 32                    | 2.048                 | 128                   | 32                    | 064                   | 1500                  | 2615                  | 08 GiB GDDR6    | 2250 MHz       | 128 Bit             | 288                         | 21,36                   | 0,67                    | 167            | 334            | 120 W               |
| Radeon RX       | 7800M           | 11. Sep. 2024      | Navi 32               | 096                   | 60                    | 3.840                 | 240                   | 60                    | 120                   | 2145                  | 2335                  | 12 GiB GDDR6    | 2250 MHz       | 192 Bit             | 432                         | 35,87                   | 0,56                    | 224            | 560            | 180 W               |
| Radeon RX       | 7900M           | 19. Okt. 2023      | Navi 31               | 192                   | 72                    | 4.608                 | 288                   | 72                    | 144                   | 1825                  | 2090                  | 16 GiB GDDR6    | 2250 MHz       | 256 Bit             | 576                         | 38,52                   | 1,20                    | 267            | 601            | 180 W               |

| Marke \| Modell | Marke \| Modell | Offizieller Launch | Grafikprozessor (GPU) | Grafikprozessor (GPU) | Grafikprozessor (GPU) | Grafikprozessor (GPU) | Grafikprozessor (GPU) | Grafikprozessor (GPU) | Grafikprozessor (GPU) | Grafikprozessor (GPU) | Grafikprozessor (GPU) | Grafikspeicher  | Grafikspeicher | Grafikspeicher      | Grafikspeicher              | Leistungsdaten          | Leistungsdaten          | Leistungsdaten | Leistungsdaten | Leistungs- aufnahme |
| Marke \| Modell | Marke \| Modell | Offizieller Launch | Typ                   | Aktive Einheiten      | Aktive Einheiten      | Aktive Einheiten      | Aktive Einheiten      | Aktive Einheiten      | Aktive Einheiten      | Chiptakt              | Chiptakt              | Speicher- größe | Speicher- takt | Speicher- interface | Speicher- bandbreite (GB/s) | Rechenleistung (TFlops) | Rechenleistung (TFlops) | Füllrate       | Füllrate       | Leistungs- aufnahme |
| Marke \| Modell | Marke \| Modell | Offizieller Launch | Typ                   | ROPs                  | CUs                   | ALUs                  | Textur- einheiten     | Raytracing- einheiten | Tensor- einheiten     | Basis (MHz)           | Boost (MHz)           | Speicher- größe | Speicher- takt | Speicher- interface | Speicher- bandbreite (GB/s) | 32 bit                  | 64 bit                  | Pixel (GP/s)   | Texel (GT/s)   | Leistungs- aufnahme |
| --------------- | --------------- | ------------------ | --------------------- | --------------------- | --------------------- | --------------------- | --------------------- | --------------------- | --------------------- | --------------------- | --------------------- | --------------- | -------------- | ------------------- | --------------------------- | ----------------------- | ----------------------- | -------------- | -------------- | ------------------- |
| Radeon RX       | 7600S           | 4. Jan. 2023       | Navi 33               | 64                    | 28                    | 1.792                 | 112                   | 28                    | 56                    | 1500                  | 2200                  | 8 GiB GDDR6     | 2000 MHz       | 128 Bit             | 256                         | 15,77                   | 0,49                    | 141            | 246            | 075 W               |
| Radeon RX       | 7700S           | 4. Jan. 2023       | Navi 33               | 64                    | 32                    | 2.048                 | 128                   | 32                    | 64                    | 1500                  | 2500                  | 8 GiB GDDR6     | 2250 MHz       | 128 Bit             | 288                         | 20,48                   | 0,64                    | 160            | 320            | 100 W               |